# Eudyops xantholepis
Eudyops xantholepis là một loài bướm đêm trong họ Erebidae.